# Marguerite d'Orléans (1846-1893)
Pour les articles homonymes, voir Marguerite d'Orléans.
Marguerite Adélaïde Marie d'Orléans (en polonais : Małgorzata Adelajda Orleańska), née le 16 février 1846 au pavillon de Marsan à Paris et morte le 24 octobre 1893 à Paris,,) est une princesse française, membre de la maison d'Orléans.
Par son mariage avec le prince Władysław Czartoryski, Marguerite est une princesse de la maison Czartoryski.

## Biographie
Marguerite est le troisième enfant de Louis d'Orléans, duc de Nemours, et de son épouse la princesse Victoire de Saxe-Cobourg-Kohary,. Le 17 février 1846, lendemain de sa naissance, elle est baptisée au palais des Tuileries à Paris et tenue sur les fonts baptismaux par son oncle paternel François, prince de Joinville, et par sa grand-tante paternelle Adélaïde d'Orléans.
En 1865, Marguerite s'engage sur le plan sentimental avec son cousin germain, Louis, prince de Condé, mais la mort prématurée du jeune homme l'année suivante met un terme à leurs projets.
Le 13 janvier 1872, Marguerite épouse civilement le prince Władysław Czartoryski (1828-1894), deuxième enfant d'Adam Jerzy Czartoryski et de son épouse Anna Zofia Sapieha, à Paris 7e, et religieusement le 15 janvier 1872 à Chantilly,. Ils ont deux fils :
- Adam Ludwik Czartoryski (5 novembre 1872 - 29 juin 1937)
- Witold Kazimierz Czartoryski (10 mars 1876 - 29 octobre 1911)[1]

## Titulature et décorations

### Titulature
- 16 février 1846 - 13 janvier 1872 : Son Altesse Royale la princesse Marguerite d'Orléans
- 13 janvier 1872 - 24 octobre 1893 : Son Altesse Royale la princesse Władysław Czartoryska

### Décorations dynastiques
- Dame de l'ordre de la Croix étoilée (maison de Habsbourg-Lorraine)